# Selwyn Edge

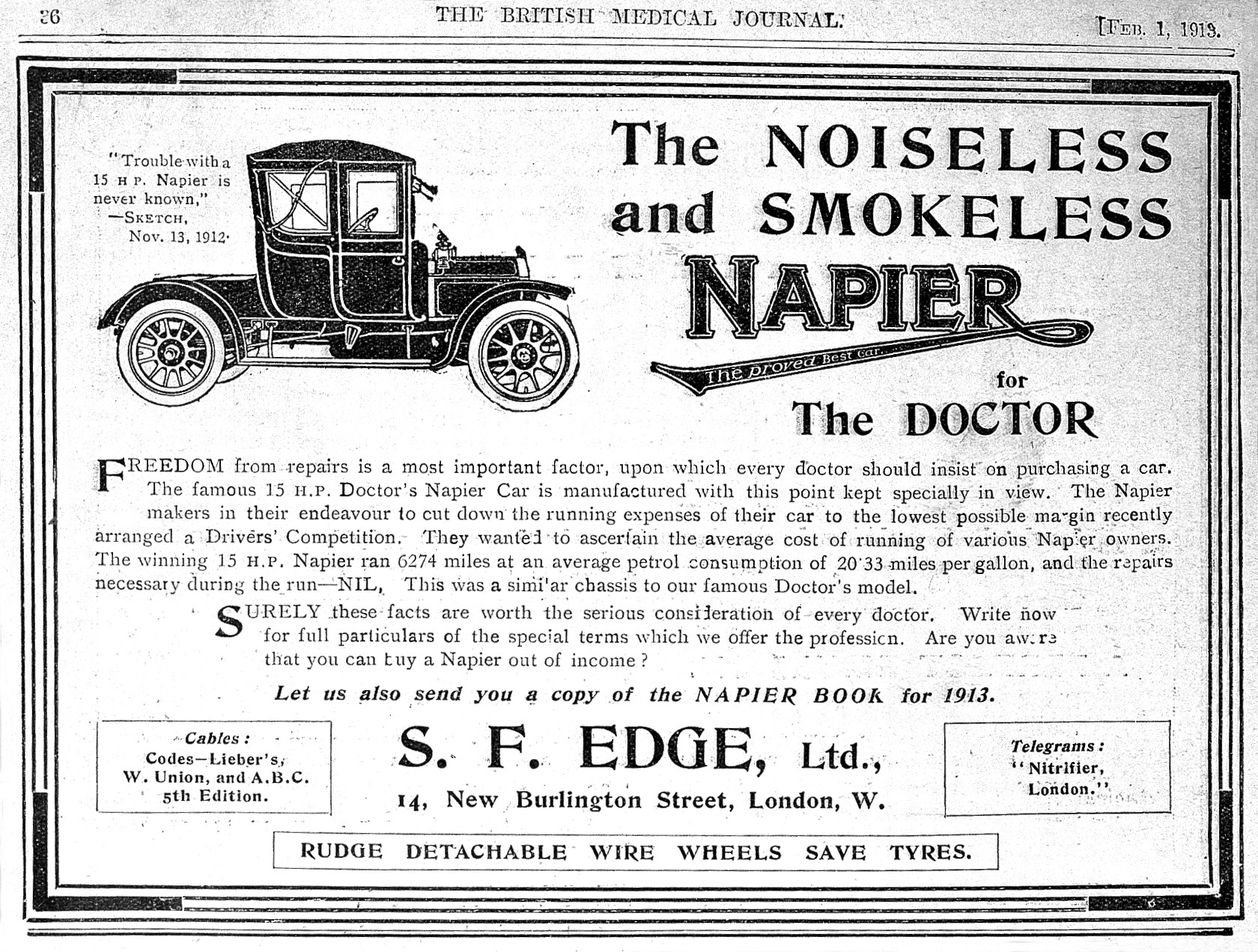
Reklama firmy S. F. Edge na vůz Napier v The British Medical Journal

Selwyn Francis Edge, psáno často S. F. Edge (29. března 1868 Concord, Nový Jižní Wales, Austrálie – 12. února 1940 Eastbourne, Anglie), byl britský automobilový závodník australského původu. Závodil s vozy značek De Dion-Bouton, Gladiator, Clemént-Panhard, Napier a AC cars. S automobily těchto firem také obchodoval.

## Život
Selwyn Edge se narodil v Concord poblíž Sydney 29. března 1868; jeho rodiči byli Alexander Ernest Edge a Annie Charlotte Sharp. Ve věku tří let rodiče přesídlili do Londýna. Zde se Edge jako teenager úspěšně účastnil cyklistických závodů. Pracoval jako manažer v kancelářích firmy Dunlop Rubber v Londýně. V roce 1892 se jeho ženou stala Eleanor Rose, která zemřela někdy před rokem 1917; s druhou ženou Myrou Caroline, kterou si vzal v roce 1917, měl dvě dcery.
V letech 1910 až do roku 1922 bydlel v Gallops Homestead v Ditchlingu v Sussexu. V letech 1912–19 se zde podle smlouvy s firmou Napier věnoval farmaření.
Selwyn Edge zemřel 12. února 1940 v Eastbourne. Je pochován na hřbitově All Saints Churchyard v Tilfordu v hrabství Surrey.

## Obchodník

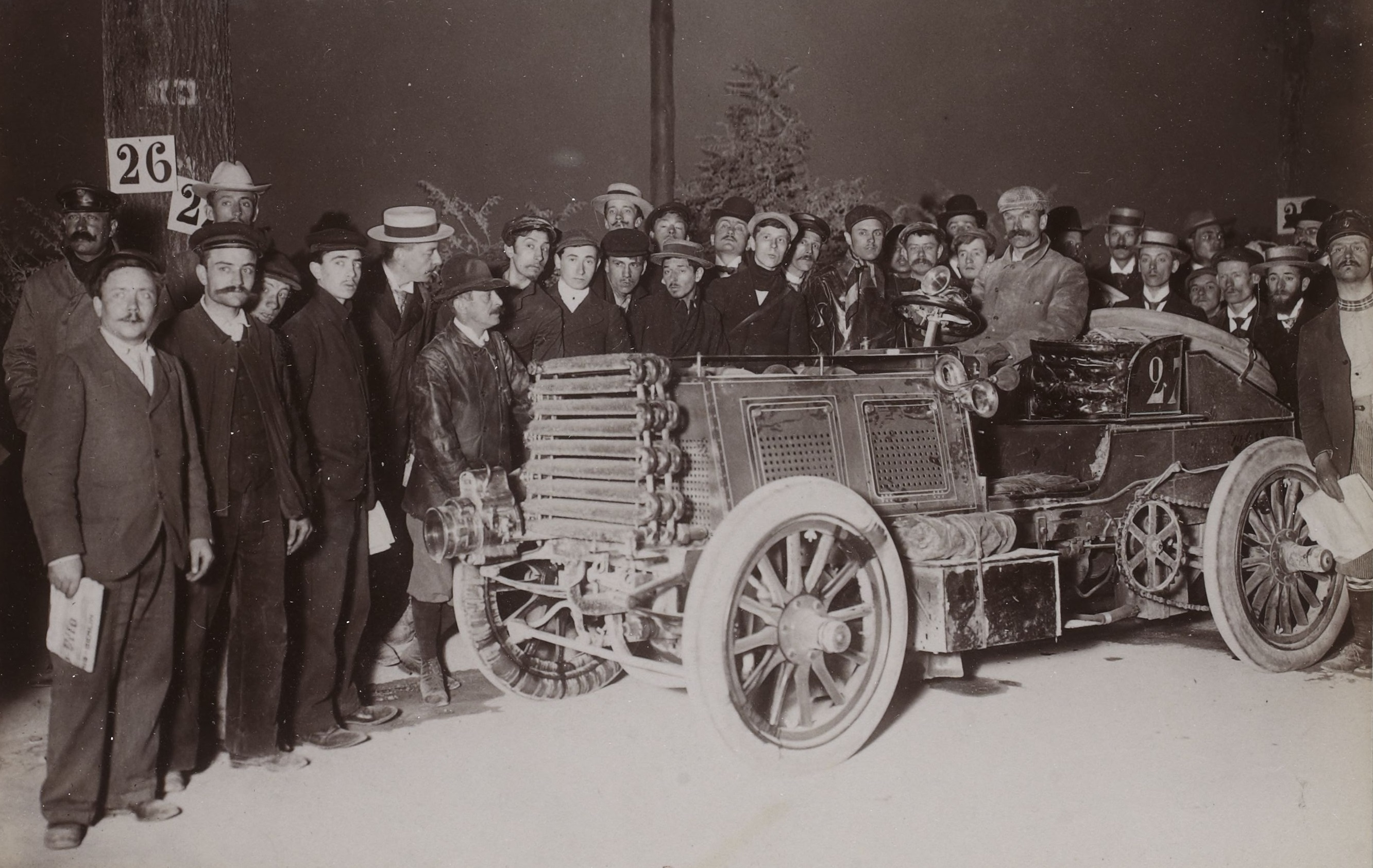
S. F. Edge při závodě Paříž–Berlín (1901)

V roce 1899 společně s průkopníky motorismu Charlesem Jarrottem a Herbertem Duncanem založil firmu De Dion-Bouton British and Colonial Ltd, dovážející vozy této značky do Británie. Přátelil se v Montague Napierem z firmy Napier & Son, zaníceným cyklistou, kterého o rok dříve požádal, aby vylepšil jeho vůz Panhard. V roce 1899, založili Edge a Harvey du Cros společnost Motor Vehicle Company Ltd prodávající vylepšené vozy Napier. Edge kupoval vozy za 400 liber a prodával je za 500 £. Obchodoval i s vozy Gladiator a Clément-Panhard, vyráběné v Paříži Adolphe Clémentem-Bayardem.
V roce 1907 uvedl The Sydney Morning Herald: „Společnost S. F. Edge (1907), Ltd., registrovaná v Somerset House, Londýn, se základním kapitálem 275 000 liber, obchoduje s výrobci automobilů, motocyklů, lodních a leteckých motorů.“ Edge svou společnost S.F. Edge Ltd prodal firmě Napier v roce 1912, za 120 000 liber. Smlouva o prodeji zahrnovala ustanovení, že se Edge po sedm let nesmí věnovat výrobě a ani prodeji automobilů. V tomto období se tedy věnoval farmaření v Ditchlingu v Sussexu. V roce 1917 byl Edge jmenován řídícím pracovníkem oddělení zemědělské mechanizace na Ministerstvu pro výrobu válečného materiálu (Ministry of Munitions), tehdy řízeném Winstonem Churchillem.
Když v roce 1919 skončila platnost klauzule ze smlouvy s Napierem, začal se Edge věnovat opět obchodu, nákupu akcií a podílů v několika společnostech. V AC Cars získal většinový podíl v roce 1922, byl zároveň ředitelem společností Napier cars; British Anzani a generálním ředitelem AC Cars. O rok později se stal také generálním ředitelem firmy William Cubitt & Company, která uvedla na trh značku Cubitt. Společnost však činnost ukončila v roce 1925.
V lednu 1925 (nebo 1924) Edge rozhodl, že AC Cars bude vyrábět vlastní verzi motorů Anzani v továrně v Aylesbury a zrušil pravidelné dodávky 30 motorů měsíčně od firmy Anzani - výroba ale pokračovala jen do roku 1927.
Edge plně převzal AC cars za 135 000 liber v roce 1927. Po dobrovolném bankrotu AC Cars v roce 1929, Edge vše prodal a dále už se obchodu ani automobilovému průmyslu nevěnoval.

## Sportovní kariéra

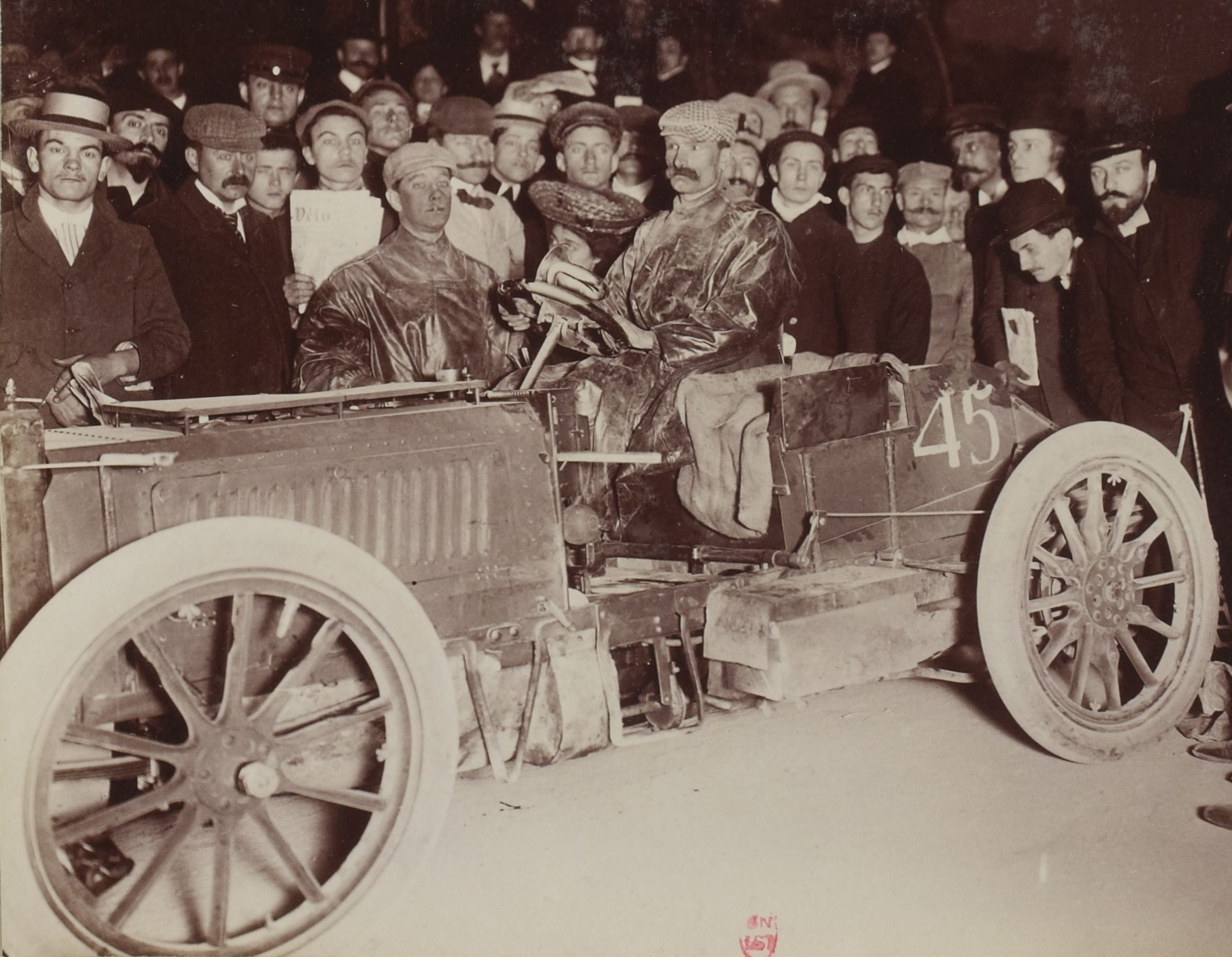
Pohár Gordona Bennetta, Champigny, 26. června 1902

V roce 1899 se Selwyn Edge poprvé účastnil závodu Paříž–Bordeaux s motorovou tříkolkou De Dion-Bouton.
Edge si na rozdíl od jiných britských výrobců té doby byl vědom publicity, jakou přináší automobilové závody. S vozem Napier s čtyřválcovým řadovým motorem o výkonu 8 koní se v roce 1900 účastnil klasického závodu Královského autoklubu Thousand Miles („Tisíc mil“, 1600 km). Z 64 startujících dojelo do cíle 35 účastníků, Edge ve své třídě na trase z Newbury do Edinburghu a zpět zvítězil a byl jedním z dvanácti, kteří dosáhli požadovaného průměru 19 km/h v Anglii a 16 km/h ve Skotsku. Spolujezdcem byl Edward Kennard. Posádce Edge s řidičem-mechanikem C. S. Rollsem se dařilo i v závodě Paříž-Toulouse-Paříž (1350 km) v červnu; pro poruchu zapalování ale museli odstoupit.
V roce 1901 se Edge účastnil závodu o pohár Gordona Bennetta. Pro speciálně postavený vůz Napier s motorem o objemu 17 litrů a výkonu 50 koní šlo spíše o „testovací jízdu“, byl dokončen 25. května, jen čtyři dny před závodem. Mechanikem a druhým řidičem byl Montague Napier. Vůz byl na pneumatiky Dunlop příliš výkonný a osazení vozu francouzskými pneumatikami vedlo k diskvalifikaci, protože podle podmínek musela být vozidla kompletně vyrobena v zemi původu posádky. V „konkurenčním“ závodě Paříž – Bordeaux musel odstoupit pro poruchu spojky.
S vozy Napier jezdil Edge až do roku 1913. První úspěch přišel v roce 1902, kdy Edge Poháru Gordona Bennetta zvítězil, což bylo ale dáno tím, že ostatní účastníci pro poruchy vůbec nedojeli. Přesto jde o vůbec první britské vítězství v automobilovém sportu. Řidičem-mechanikem byl bratranec Cecil Edge, průměrná rychlost vozu byla 51,2 km/h. Přípravy na závod ale proběhly ve spěchu, některé díly byly na vůz namontovány až cestou vlakem do Paříže. K tomu ještě druhý převodový stupeň nebyl správně tvrzen, po příjezdu do Paříže Edge musel převodovku rozebrat a v továrně přítele Adolphe Clément ozubená kola zakalit, převodovku opět smontovat a pak teprve nastoupit k závodu.
Bennettova poháru 1903 se Edge účastnil s vozem Napier K5 o výkonu 80 koní, ale byl diskvalifikován. Edge, už jako tovární jezdec, a řidič-mechanik Arthur McDonald (ředitel janovské továrny Napier) se účastnil s vozem K5 i ročníku 1904 v Německu, ale bez úspěchu. V tomto roce se Edge stal šéfem továrního týmu Napier, soustředil se ale především na závody v Británii.
28. a 29. června 1907 se konal první světový závod na 24 hodin na britském okruhu Brooklands, otevřeném o 11 dní dříve. Rozhodnutí o jeho konání pocházelo z roku 1906 a Edge se hned od počátku pustil do technických úprav a fyzické přípravy jezdců týmu na tento závod. Jeho vůz, označený „804“ byl upraven, měl zvláštní palivovou nádrž, odstraněny části karosérie a speciální čelní sklo. Stáj Napier měla na startu celkem 3 speciálně upravené vozy. Selwyn Edge řídil vůz celou dobu, spolujezdcem a mechanikem byl Joseph H. Blackburn, další dva vozy řídili Henry C. Tryon/A. F. Browning a F. Draper/Frank Newton. Na okruhu dlouhém 4,43 kilometru Edge ujel 2545,56 km průměrnou rychlostí 106,07 km/h, čímž překonal rekord z roku 1905 ustanovený v Indianapolis (1764,142 km). Rekord průměrné rychlosti nebyl překonán 17 let.

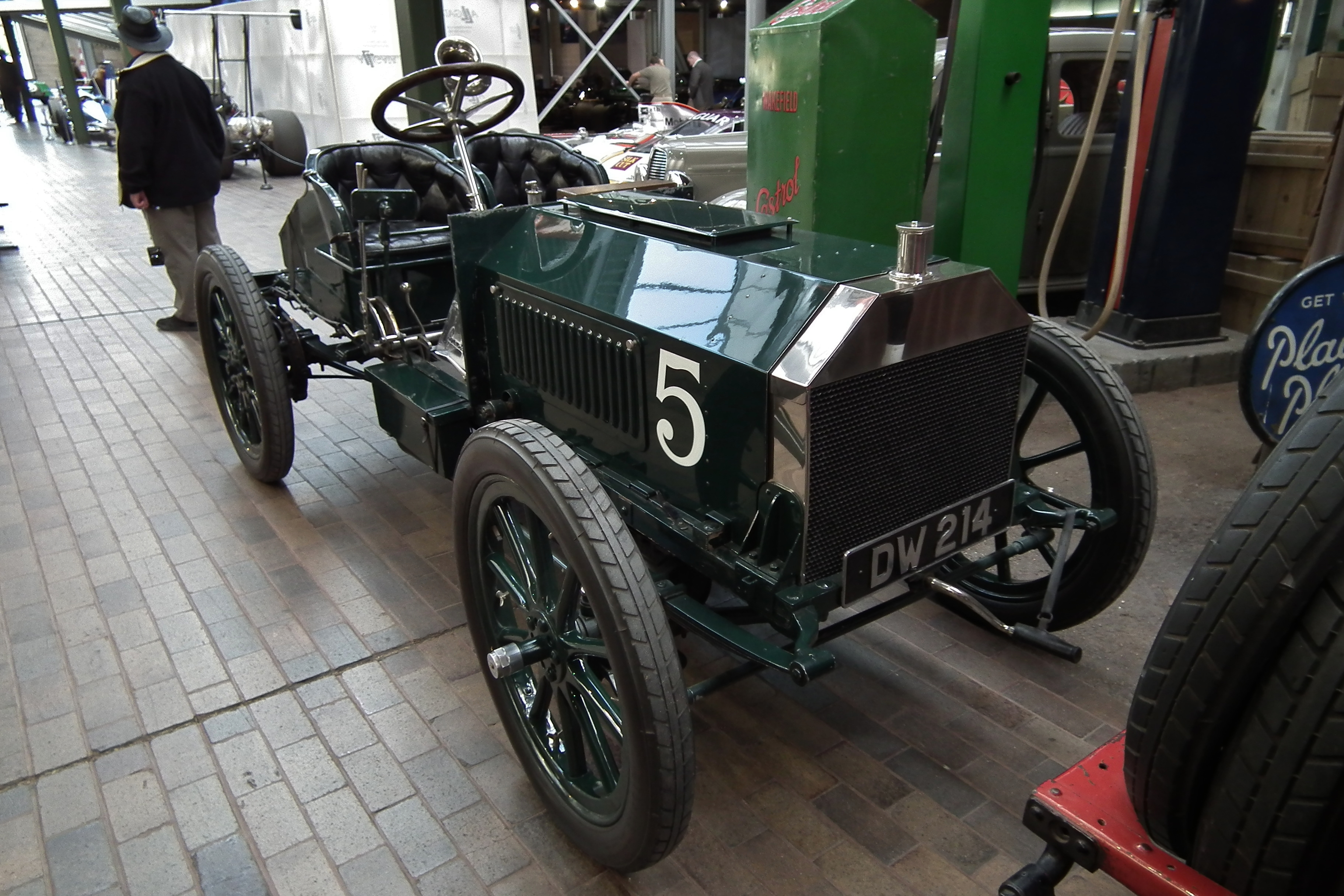
Vůz pro Pohár Gordona Bennetta 1903

Pokus o návrat na mezinárodní scénu při Grand Prix Francie 1908 ale nebyl pro Selwyna Edge úspěšný, tovární vozy značky Napier nebyly do závodu připuštěny. Po první světové válce se Edge na britskou závodní scénu vrátil, opět se věnoval spíše závodům v Brooklands a s evropskou konkurencí se téměř nesetkal. V roce 1922 zlepšil s vozem Spyker svůj rekord v závodě na 24 hodin (rozdělený na dvakrát 12 hodin) výkonem 2868 km.
V počátcích závodní kariéry se Selwyn Edge účastnil také závodů automobilů do vrchu, v nichž několikrát zvítězil:
- 1900: Westerham Hill (motorová tříkolka Ariel);
- 1901: Tilburstowe Hill (Godstone, Napier 50HP);
- 1901: Dashwood Hill (Napier 50HP);
- 1903 a 1904: Kettleby Hill „Open“ (Notts, Napier 80HP);
- 1904: Port Vuillen (Ramsey-Laxey, Napier 80HP));
- 1904: Sun Rising Hill (Napier);
- 1904 et 1908: Aston Hill (Aston Clinton, Napier, 60HP);
- 1908: Sharpenhoe Hill (Napier 40HP);
- 1908: Ballynaslaughter (Napier 60HP).